# EK Muzik
EK Muzik foi um duo brasileiro de música electro-pop formado pelo multi-instrumentista Emil Shayeb (banda Valetes) e pela cantora Luciana Bichuette. O primeiro single da dupla é a música "Aim For The Stars", lançada na web e nas rádios de todo o Brasil. Duas semanas após o lançamento, o single entrou na lista Hot 100 Brasil, das músicas mais tocadas nas rádios do Brasil. O videoclipe da faixa foi gravado em dezembro de 2013 em São Paulo com direção de Alexandre Caja.
Ambos são artistas oriundos de Bauru e iniciaram a carreira juntos em 2007. Emil, 29, é vocalista e guitarrista da Banda Valetes. O grupo não demorou para chamar a atenção pelo gênero musical. Ainda começo da carreira, após mandar o material que vinham produzindo para a Midas Music, eles passaram a receber conselhos do produtor musical Rick Bonadio. O duo já abriu concertos de bandas como NX Zero, Fresno e A-Ha.
Emil e Luciana são de ascendência árabe o que propiciou apresentações ao vivo em baladas europeias no Oriente Médio. EK Muzik tem o selo da gravadora Midas Music, do produtor musical Rick Bonadio, que já lançou grandes artistas no cenário musical brasileiro como NX Zero, Manu Gavassi, Mamonas Assassinas, Goobie, entre outros.

## Integrantes
- Emil Shayeb – vocal, sintetizadores, piano, guitarra, bateria
- Luciana Bichuette – vocal

## Discografia

### Singles
- "Aim For The Stars" (2014) - Midas Music
- "It's You" (2014) - Midas Music